# روبرت أ. ودروف
روبرت أ. ودروف (بالإنجليزية: Robert A. Woodruff)‏ هو فيزيائي أمريكي، ولد في سبتمبر 1943 في مانهاتن في الولايات المتحدة.